# Argus As 8
L'Argus As 8 era un motor d'avió de quatre cilindres en línia, invertits, refredat per aire, produït a Alemanya per Argus Motoren a la dècada de 1930. Adequat per equipar aeronaus lleugeres, va ser utilitzat per alguns models de turisme i entrenament.

## Variants[1][2]
- As 8 Versió bàsica des de 1929 amb 80 CV (59 kW)
- As 8 A Versió millorada pel rendiment amb els següents subgrups: A-1 i A-2 de 1931 amb 110 CV (81 kW) a 2100 / min i A-3 i A-4 de 1932 amb 120 CV (88 kW) a 2100 / min
- As 8 B va augmentar a 135 CV (99 kW) a la versió de 2200 rpm a partir de 1933

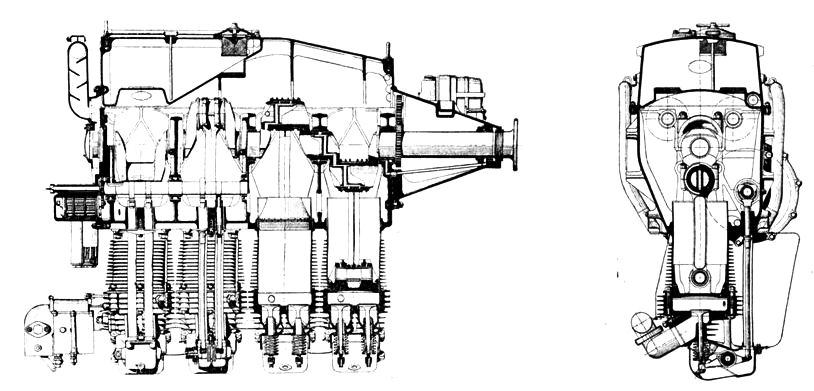
Argus As 8 Vista lateral i frontal

- Argus As 8 Vista lateral i frontalAs 8 R Variant més potent del As 8 amb 150 CV (110 kW) a 2300 rpm, que es va utilitzar en el Heinkel He 64 participant del Challenge International de Tourisme 1932